# Sony Ericsson K550
El Sony Ericsson K550 es un teléfono móvil perteneciente a la Familia "K" de Sony Ericsson, con tecnología Cybershot, y fue anunciado en febrero de 2007, disponible en colores negro, blanco, plata y púrpura.

## Descripción
El K550 es un teléfono cuatribanda, con cámara de 2 MP, posee radio FM con RSD, Bluetooth en perfil A2DP lo que posibilita el escuchar música sin cables, y reproducción estéreo, Infrarrojos, en resumen posee las características comunes de los actuales modelos de Sony Ericsson de gama media, pero con ciertas características que lo hacen superior a ciertos modelos de gama media, como una versión embebida del Adobe Photoshop Album, Picture blogging y PictBridge. Realmente la mayoría esta de acuerdo en que es un teléfono muy bien equilibrado, su aspecto minimalista y su funcionalidad lo han hecho relativamente popular.

## Características

### General
Lanzamiento

1° Trimestre 2007
En producción

Continuando 
Bandas de operación

Cuatribanda (GSM 850 / GSM 900 / GSM 1800 / GSM 1900), EDGE
Dimensiones (mm)

102 x 46 x 14
Peso (g)

85
Batería

Estándar Li-Ion
Autonomía en espera (H)

350
Autonomía en conversación (H)

7
Certificación tasa específica de absorción (SAR)

Si

### Diseño
Pantalla color

Si
Tipo de pantalla

TFD
Colores

262.144
Resolución (píxeles)

176 x 220
Teclado

Alfanumérico, estándar Sony Ericsson

### Memoria
Contactos

Memoria en SIM 250
Memoria en el teléfono 1000
Memoria dinámica

64 MB memoria interna compartida [puede variar dependiendo el operador hasta los 77 MB]
Registro de llamadas

llamadas realizadas 30
llamadas recibidas 30
llamadas perdidas 30
Memoria SMS

1000 mensajes
Memoria agenda/tareas

1000
Ampliación de memoria

Slot para tarjetas Memory Stick Micro (M2) [Hasta 4Gb]
a pesar de los datos presentados este modelo es menos avanzado que el modelo v800

### Organizador
Calendario

Lista de tareas/agenda

Calculadora

Reloj

Alarmas

### Gestión de Llamadas
Vibración en llamada

Grabación de voz

Marcación por voz

Marcación directa por tecla

Manos libres integrado

Llamada a emergencias

Remarcado automático

Respuesta automática

### Cámara
La cámara del K550 es uno de los principales puntos fuertes de este teléfono, dado que está principalmente dedicado a la fotografía al ser de un modelo perteneciente a la familia “K”. Aunque es bastante parecida a la cámara del K750, esta es de 4:8, mientras que la del K550 es de 3:8, lo cual puede causar una baja calidad de fotografías en comparación con la del K750, otra cosa es que el zum del K550 es de x2.2, y solo se puede usar en VGA, mientas que el K750 es de x4, pero aun así muchos consideran que no hay gran desventaja en esto, dado que el zoom digital no mejora la calidad.
Resolución

UXGA 2 MP (1632*1224)

Video (QCIF)
Interfaz

Cyber-shot
Iluminación

Autofocus (2 Led)

Flash (2 Led)

### Entretenimiento
Reproductor de video

Formatos:3GPP [H263, H264], MP4, Real8, WMV
Melodías polifónicas

MIDI
Reproductor de audio

Formatos: MP4 (AAC, AAC+, E-AAC+), MP3, M4A, 3GPP, AMR, WAV, G-MIDI 1, SP-MIDI, Real 8, eMelody, iMelody, RHZ, XMF, Mobile XMF, WMA
Compositor de melodías propias

Music DJ™
Editor de video

Video DJ™
Editor de fotografías

Photo DJ™
Protector de pantallas
Juegos y aplicaciones

Java Micro Edition
Radio

FM con RDS
Características especiales

Adobe Photoshop Album

Picture blogging

Pict Bridge

Video DJ

Play Now

### Software
Sistema operativo

Propietario
MIDP
Descarga de aplicaciones

Java
Java Micro Edition

CLDC 1.1 (JSR 139)

MIDP 2.0 (JSR 118)

Wireless Messaging 1.0 & 2.0 API"s (JSR 120/205)

Mobile Media API (JSR 135)

Java Technology for the Wireless Industry (JSR 185)

Java API for Bluetooth (JSR 82)

PDA Optional Packages for J2ME Platform (JSR 75)

Web Services (JSR 172)

Advanced Multimedia Supplements (JSR 234) (camera capabilities)
Mobile Java 3D

Mascot Capsule Micro3D Version 3

Mobile 3D Graphics API for Java ME (JSR 184)

### Conectividad
Módem

Integrado
Velocidad
Hasta 48 kbit/s
Infrarrojos
Bluetooth

Perfil A2DP
Sincronización

Solo PC con Windows 2000, XP o Vista
Medio de sincronización

Puerto USB 2.0, Bluetooth 2.0, Infrarrojo
Sincronización con terminales móviles

Puerto USB 2.0, Infrarrojo, Bluetooth.

### Mensajería
Mensajes cortos

Envío / Recepción / Difusión
Mensajes cortos concatenados

Mensajería multimedia
MMS
Email

Cliente POP3, IMAP4
Texto predictivo (T9)
Internet Móvil

Wap versión 2.0 / XHTML
Navegador Web/Wap

Access NetFront 3.3
GPRS

Clase 10 (4+1/3+2)
HSCSD
Cliente de mensajería instantánea
Lector RSS

## Comparativa
El K550, combina un aspecto minimista con una gran funcionalidad y soporte para modificaciones que lo hacen superior a la mayoría de los modelos de gama media, se podría decir que este es uno de los teléfonos del máxime de la generación GSM.

## Modificaciones posibles

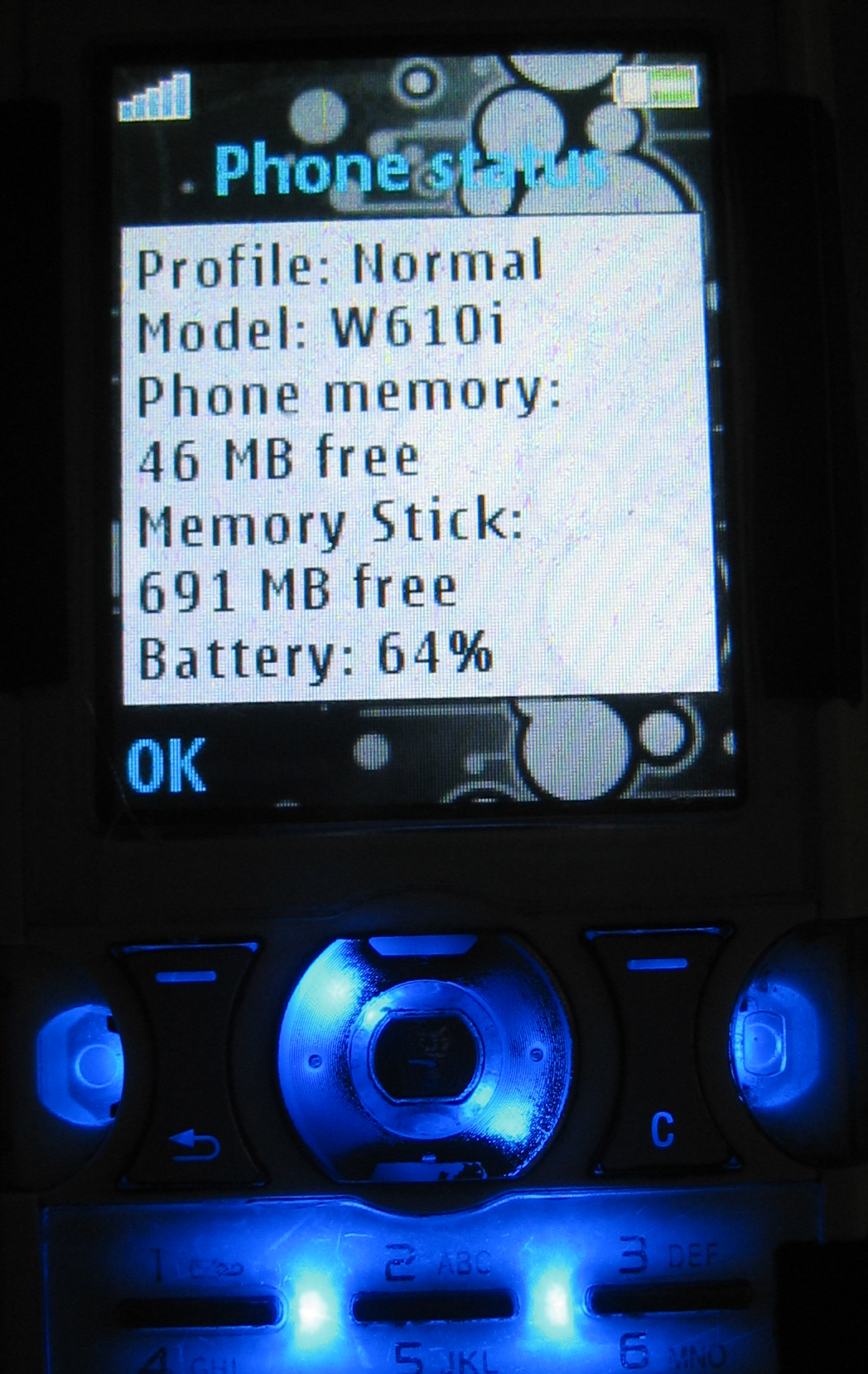
Captura de pantalla del K550i modificado a w610i.

Como algunos de los modelos de Sony Ericsson, el K550 fue elegido para ser la base de un nuevo modelo de familia “W”, en este caso es el W610.

Básicamente el Software de un W610 es el mismo que el del K550, salvo que el W610 tiene soporte para animaciones SWF, integra TrackID en la radio FM y por supuesto, posee el reproductor Walkman 2.0.

Dado que el hardware es el mismo, salvo la cubierta del lente, presente en el K550, se puede cambiar el Sistema Operativo del K550 por el de un W610. Esta modificación es una de las más populares y extendidas de los teléfonos actuales de Sony Ericsson, el hacer esto posibilita a un K550 de varias funciones que no se tiene nativamente, uno de los ejemplos son los conocidos menús flash, los cuales, la familia “K”, no soporta.

Adicionalmente a esto hay varias modificaciones que pueden hacerse con o sin el firmware del W610. Para realizar esto existen muchas comunidades y foros dedicados a la personalización de los Sony Ericsson, como así sus propios usuarios han desarrollado diversos programas para facilitar esto, nombrando unos pocos como por ejemplo Setool, A2Uploader, Phone XS++,etc. Todos estos programas son gratuitos, pero también existen herramientas profesionales no gratuitas, ej; Setool Box.